# 思い出せなくなるその日まで
「思い出せなくなるその日まで」（おもいだせなくなるそのひまで）は、back numberの3枚目のシングル。

## 解説
- 2ndシングル「花束」から約4ヶ月ぶりのリリース。
- ジャケット・PVには菅由彩子が出演。

## 収録曲
- 全作詞作曲：清水依与吏、編曲：back number（特記除く）
- 2ndアルバム『スーパースター』収録(#1,3)

1. 思い出せなくなるその日まで（編曲：back number & 島田昌典、ストリングスアレンジ：島田昌典）
2. はじまりはじまり
3. ミスターパーフェクト
4. 思い出せなくなるその日まで (instrumental)
5. はじまりはじまり (instrumental)
6. ミスターパーフェクト (instrumental)